# Deppea
Deppea is een geslacht uit de sterbladigenfamilie (Rubiaceae). De soorten komen voor in Mexico, Centraal-Amerika en Zuid-Amerika, in een gebied tussen Brazilië en Noordoost-Argentinië.

## Soorten
- Deppea amaranthina Standl. & Steyerm.
- Deppea amaranthoides Borhidi
- Deppea anisophylla L.O.Williams
- Deppea arachnipoda (Borhidi & Salas-Mor.) Borhidi
- Deppea blumenaviensis (K.Schum.) Lorence
- Deppea cornifolia (Benth.) Benth.
- Deppea densiflora Borhidi & Reyes-Garcia
- Deppea ehrenbergii Standl.
- Deppea erythrorhiza Schltdl. & Cham.
- Deppea foliosa Borhidi, Salas-Mor. & E.Martinez
- Deppea grandiflora Schltdl.
- Deppea guerrerensis Dwyer & Lorence
- Deppea hamelioides Standl.
- Deppea hernandezii Lorence
- Deppea hintonii Bullock
- Deppea hoffmannioides Borhidi
- Deppea inaequalis Standl. & Steyerm.
- Deppea keniae Borhidi & Saynes
- Deppea longifolia Borhidi
- Deppea martinez-calderonii Lorence
- Deppea microphylla Greenm.
- Deppea nitida Borhidi & Salas-Mor.
- Deppea oaxacana Lorence
- Deppea obtusiflora (Benth.) Benth.
- Deppea pauciflora Borhidi & E.Martinez
- Deppea pubescens Hemsl.
- Deppea purpurascens Lorence
- Deppea purpusii Standl.
- Deppea rubrinervis Borhidi
- Deppea rupicola Borhidi
- Deppea serboi Borhidi & K.Velasco
- Deppea sousae Borhidi
- Deppea splendens Breedlove
- Deppea tenuiflora Benth.
- Deppea tubaeana Borhidi
- Deppea umbellata Hemsl.

... · 
Afrocanthium · 
Asperula (Bedstro) · 
Atractocarpus · 
Belonophora · 
Bouvardia · 
Breonadia · 
Byrsophyllum · 
Callipeltis · 
Cephalanthus (Kogelbloem) · 
Chassalia · 
Cinchona · 
Coffea (Koffie) · 
Coprosma · 
Cruciata · 
Deppea · 
Galium (Walstro) · 
Gardenia · 
Genipa · 
Morinda · 
Nertera · 
Pentas · 
Plocama · 
Portlandia · 
Psydrax · 
Richardia · 
Rothmannia · 
Rubia · 
Rutidea · 
Rytigynia · 
Sabicea · 
Sarcocephalus · 
Sericanthe · 
Sherardia · 
Spermacoce · 
Tarenna · 
Tricalysia · 
Uncaria · 
Vangueria · 
Virectaria ·  
Wendlandia · 
...